# Balfour Town
Balfour Town est la plus grande ville de l'Ile Salt Cay, située dans le territoire britannique d'outre-mer des Îles Turques-et-Caïques. La ville de Balfour Town compte aujourd'hui près d'une centaine d'habitants. 

## Histoire
La ville de Balfour Town est fondée par des ramasseurs de sel des Bermudes entre le milieu et la fin des années 1600.

## Économie
Son économie tourne aujourd'hui principalement autour du tourisme et de la plongée sous-marine.